# Cerinea
|  | Per a altres significats, vegeu «Cerinea (Creta)». |

Cerinea (grec antic: Κερύνεια, llatí: Ceryneia; gentilici Κερύνειος, català cerineu) era una ciutat d'Acaia. No va ser una de les dotze ciutats aquees originals que esmenta Heròdot entre les ciutats principals de la Lliga Aquea, però a partir del 280 aC va substituir Eges, que havia romàs despoblada. Es trobava al sud d'Hèlice. La ciutat és coneguda per la cérvola de Cerinea, l'animal capturat per Hèracles en el seu tercer treball.
Era una petita ciutat a la vora del riu Cerinites, i va ampliar la seva població al segle v, l'any 468 aC, amb un gran nombre d'emigrants de Micenes que havien abandonat la ciutat quan va caure en mans d'Argos. El 280 aC va ingressar a la Lliga Aquea i un ciutadà de Cerinea anomenat Margos va ser elegit l'any 255 aC com a estrateg únic de la Lliga. Més tard, en temps d'Estrabó, havia passat a dependre d'Ègion. Pausànias diu que vora la ciutat hi havia un temple dedicat a les Eumènides.
Les seves ruïnes s'han pogut localitzar.